# Emilio Domínguez Bais
Emilio Andrés Domínguez Bais (Santa Elena, Provincia de Entre Ríos, 13 de diciembre de 1987) es un exbasquetbolista argentino que se desempeñaba como pívot. Actuó mayormente en clubes de la segunda y la tercera categoría del básquetbol profesional argentino, pero disputó también dos temporadas de la Liga Nacional de Básquet, una con Libertad de Sunchales y otra con Estudiantes de Concordia, pudiendo, a su vez, participar en torneos internacionales con esos equipos. 

## Trayectoria

### Clubes
| Club                     | País      | Año         |
| ------------------------ | --------- | ----------- |
| La Unión de Colón        | Argentina | 2003 - 2007 |
| Libertad de Sunchales    | Argentina | 2007 - 2008 |
| Echagüe                  | Argentina | 2008 - 2010 |
| Rocamora                 | Argentina | 2010 - 2013 |
| Yale                     | Uruguay   | 2013        |
| La Unión de Colón        | Argentina | 2013 - 2015 |
| Sionista                 | Argentina | 2015 - 2016 |
| Estudiantes de Olavarría | Argentina | 2016 - 2017 |
| Estudiantes de Concordia | Argentina | 2017 - 2018 |

## Palmarés

### Campeonatos nacionales
- Actualizado hasta el 17 de julio de 2018.

| Título            | Club                  | País      | Año         |
| ----------------- | --------------------- | --------- | ----------- |
| Campeón de la LNB | Libertad de Sunchales | Argentina | 2007 - 2008 |